# Mary Ann
 Mary Ann, Reino Unido no Festival Eurovisão da Canção 1979.

"Mary Ann" ("Maria Ana") foi a canção que representou o Reino Unido no Festival Eurovisão da Canção 1979 interpretada em inglês pela banda Black Lace. A referida canção tinha letra e música de Peter Morris e foi orquestrada Por Ken Jones.
A canção fala de um homem que está completamente apaixonado por Mary Ann que não sabe como lhe transmitir esse pensamento e como se sente impotente chora.
A canção foi a 17.ª décima a ser interpetada no Festival (a seguir à canção da Noruega "Oliver" cantada por Anita Skorgan e antes da canção austríaca "Heute in Jerusalem" interpretada por  Christina Simon . No final da votação recebeu 73 pontos e classificou-se em sétimo lugar (entre 19 países participantes)